# ويليام فريدرش ميغجرز
ويليام فريدرش ميغجرز (بالإنجليزية: William Frederick Meggers)‏ (13 يوليو 1888 - 19 نوفمبر 1966) فيزيائي أمريكي متخصص في التحليل الطيفي.

## روابط خارجية
- الأكاديمية الوطنية للعلوم مذكرات السيرة الذاتية
- جائزة مشروع ميغجرز الأمريكية للفيزياء
- آركس آند سباركس ، يناير 1967 مقالة